# Даурское
Даурское — село в Балахтинском районе Красноярского края России. Входит в состав Приморского сельсовета.

## История
Село Даурское возникло в 1962 в результате переселения бывших деревень и сёл Даурского района, которые попадали в зону затопления Красноярским водохранилищем (Даурск, Каляжиха, Дорошкеево, Усть-Погромная, Донниково). Первоначально селение планировалось называться "Поля гати", однако было принято название в честь затопленного Даурска.

## География
Село расположено в 32 км к югу от районного центра Балахта.

## Население
| 1989 | 2002 | 2010 |
| ---- | ---- | ---- |
| 310  | ↘282 | ↘230 |

Гендерный состав
По данным Всероссийской переписи населения 2010 года 103 мужчины и 127 женщин из 230 чел.